# New Look Diora
New Look by Christian Dior – pierwsza kolekcja mody stworzona przez Christiana Diora w 1947 roku. 
Kolekcja została zaprezentowana 12 lutego 1947 roku w budynku przy Avenue Montaigne 30 w Paryżu, we Francji. Składała się z dwóch linii – „Corolle” oraz „Huit”. Linia „Corolle” (fr. korona) była inspirowana kielichami kwiatów, a „Huit” (fr. osiem) była bardziej powściągliwa. 
„New Look” nie jest to pierwotna nazwa, choć bardzo często tak właśnie określa się pierwszą kolekcję stworzoną przez Christiana Diora. Natomiast nazwa ta pochodzi z recenzji Carmel Show, ówczesnej redaktor naczelnej modowego magazynu „Harper’s Bazaar”, która podczas pokazu wykrzyknęła „It’s a New Look”.
W nowej sylwetce kreowanej przez Diora ważne było wycięcie w talii. By je osiągnąć, niezbędna była odpowiednia bielizna i pasy do pończoch. Dior jako pierwszy postulował kształt klepsydry w figurze kobiecego ciała. Propozycje ubrań od Diora charakteryzowały się materiałem mocno zebranym w talii, zaakcentowanym biustem, rozkloszowanym dołem i długością 39,5 cm od ziemi.
Z pierwszej kolekcji pochodzi kostium „Bar”, który złożony był z szerokiej spódnicy oraz żakietu wykończonego baskinką, opinającego sylwetkę i podkreślającego biodra. Żakiet „Bar” wykonany z kremowego, białawego szantungu i długa, czarna plisowana spódnica to symbol „New Look”. Kostium „Bar” był emblematem całej kolekcji. 
W kolekcji pojawiły się również sukienki z muślinu, tafty lub wełnianej krepy. Było wiele baskinek, falban, obecne były toczki, rękawiczki, woalki i kapelusze z szerokim rondem noszone na bakier oraz pantofle, osadzone na cienkiej szpilce.